# Croisés (guérilla)
Les Croisés (en croate : Križari) désigne un mouvement de guérilla nationaliste croate, actif dans les années qui ont suivi la Seconde Guerre mondiale, résistant à l'instauration de la république fédérative socialiste de Yougoslavie.

## Formation et membres
Les membres du mouvement dit des « Croisés », appelés eux-mêmes « croisés », en Croatie et en Bosnie-Herzégovine, étaient pour la plupart d'anciens membres des forces armées de l'État indépendant de Croatie, des policiers croates, des membres des anciennes divisions de légionnaires croates de la Wehrmacht et des membres non militaires des Oustachis. L'historien croate Zdravko Dizdar décrit les croisés comme étant des soldats et auxiliaires de l'armée de l'État indépendant de Croatie qui sont entrés dans la clandestinité par crainte pour leur vie. Les partisans ont mobilisé des ressources importantes pour les retrouver et les condamner à mort ou à de longues peines de prison. Les proches — principalement des membres de leur famille — des croisés qui avaient déjà été éliminés ont, eux aussi, été souvent visés par l'appareil politique et militaire des partisans.
Malgré leur nom, les Croisés ne constituaient pas un mouvement religieux. La religion était pour eux un symbole qui leur permettait de se distinguer des communistes athées. La plupart des croisés étaient catholiques mais il y avait aussi beaucoup de musulmans, y compris le chef des croisés de Sarajevo, Hassan Biber. Ils ont également déclaré que les partisans yougoslaves étaient un mouvement serbe anti-croate. Les croisés étaient également soutenus dans les communautés d'émigrés anticommunistes, notamment en Espagne, Argentine, au Canada, aux États-Unis et en Allemagne de l'Ouest. 
Le Département yougoslave de la sécurité de l'État (UDBA) a imputé la création des Croisés au Parti paysan croate (HSS, également appelé Mačekovci) et au clergé catholique. L'UDBA a affirmé que le nom « Croisés » avait été inventé en juin 1945, date à laquelle les éléments restants des forces armées croates et la partie cléricale du HSS se sont rassemblés. L'UDBA affirme que les restes de bandits des oustachis sous l'aile d'une lettre pastorale ont pris le nom de « croisés ». L'insigne des croisés était le blason croate avec la croix blanche ou le signe oustachi avec le « U » remplacé par une croix blanche. Leur drapeau était le drapeau tricolore croate avec le slogan « Pour la Croatie et le Christ contre les communistes » (« Za Hrvatsku i Krista protiv komunista ») et « Par ce signe, vous allez vaincre » (« U ovom ćeš znaku pobijediti ») sur l'autre. Les guérillas croates reçurent divers noms : croisés (križari), spéléologues (Špiljari), Škripari, kamišari (spéléologues), Jamari (spéléologues), Šumnjaci (habitants de la forêt), voire partisans blancs (bijeli partizani). Le nom des « Croisés » a été utilisé universellement alors que les autres noms ont été utilisés régionalement.

## Activités
À l'été 1945, après leur complète dispersion, les croisés commence à s'organiser, à établir des liens et à constituer des forteresses. La principale force des croisés se trouve dans le sud de la Dalmatie mais il y a également une forte présence à Banija, dans les zones proches de Karlovac, à Lika et dans le nord de la Dalmatie. Les croisés s'engagent dans des actions à grande échelle dans ces zones.
La tactique des croisés comprend l'assassinat de responsables communistes yougoslaves, de membres du parti communiste et de soldats yougoslaves, le désarmement des soldats et de la police yougoslaves, le vol des partisans du gouvernement communiste, les attaques contre les collectifs, la destruction de biens de l'État et la perturbation des transports.
Le nouveau gouvernement communiste en Yougoslavie commence à se concentrer sur les croisés en juillet 1945. Il craint que ce groupe ne ramène les 60 000 Oustaše qui attendent de Venise à Trieste. Le gouvernement yougoslave déclare une amnistie en août et septembre 1945. Un grand nombre de croisés y réponde. Cette amnistie est étendue à tout le monde à l'exception des Oustachis, des membres du Corps des volontaires russes, des fascistes Serbes partisans de Dimitrije Ljotić (ljotićevci), des officiers de l'État indépendant de Croatie qui commandaient des unités de la taille d'un bataillon ou plus grandes, des informateurs, des membres du Kulturbund et tous ceux qui ont fui la Yougoslavie.
Les méthodes violentes sont prioritaires. La formation de la section de mandat était commune, ils bloqueraient le terrain pour former des embuscades. Le Département yougoslave pour la protection du peuple (OZNA) installe des groupes spéciaux déguisés en croisés et en agents dans des unités de croisades. Les membres d'OZNA installés apporteraient des groupes de croisés avec leurs groupes (autres groupes installés d'OZNA). Les croisés ont bénéficié d'une amnistie s'ils avaient aidé à la détection, à la capture et à l'assassinat de leurs camarades. Selon des témoignages variés, ces garanties ne sont respectées. En 1946 et 1947, l'OZNA commence à agir de concert avec les habitants locaux. De nombreux croisés sont sommairement exécutés à titre d'exemple. Ceux qui sont jugés sont condamnés à une longue peine d'emprisonnement tandis que les dirigeants des groupes de croisés sont condamnés à mort. La condamnation la plus dramatique est la déportation de la famille de certains croisés et de leurs sympathisants ou de villages entiers. Les endroits où l'OZNA les a déplacés sont principalement des îles de l’Adriatique. Les membres des familles des croisés sont également confinés dans des prisons ou des camps. Les activités coordonnées de l'OZNA, du Corps de la défense populaire de Yougoslavie (KNOJ) et de l'Armée populaire yougoslave (JNA) au cours de l'hiver 1945/46 ont été détruites et qu'un grand nombre de croisés ont enrôlé des fugitifs dans des prisons et des camps. En 1946, les croisés deviennent plus forts dans le nord de la Croatie, tandis que dans le sud, leur pouvoir diminue. Les autorités yougoslaves sont partagées entre vouloir éliminer les croisés et leur refus d'admettre qu'elles avaient été forcées de prendre les croisés au sérieux. Dans la presse et à la radio, les croisés n'ont presque jamais été mentionnés. Ils n'ont été mentionnés que lors des procès des croisés ou du procès d'Alojzije Stepinac. En mars 1946, le chef des Chetniks, Draža Mihailović, fut capturé. En juillet de la même année, le président du gouvernement de la République populaire de Croatie, Vladimir Bakarić, déclare qu'il va détruire la guérilla dans un délai d'un mois si les Croisés n'étaient pas aidés par l'Autriche et l'Italie.
Au cours de 1946, les croisés lancent quelques attaques de grande envergure. L'une d'elles se déroule sur la montagne Velebit où 10 soldats de la JNA ont été tués. Cette attaque est considérée comme l’attaque la plus réussie des Croisés. Contre cela, 840 croisés ont été tués cette année et seulement 540 sont restés en service en Croatie.
Le gouvernement yougoslave a investi de gros efforts pour rénover les bâtiments résidentiels et les communications. Les organisations du Parti communiste, chargées d'empêcher la propagation du défaitisme et de la démoralisation, signalent toujours des conflits entre Croates et Serbes. Les communistes s'inquiètent du faible nombre de Croates au sein du Parti communiste. Au cours des trois premières années de son règne, le Parti communiste élimine toutes les oppositions possibles et les dirigeants de leurs opposants sont emprisonnés.
En 1947, presque chaque groupe de croisés est détruit et 836 croisés sont tués ou capturés. Cette année-là, les croisés ont tué 38 personnes, dont 5 soldats, et blessés 14 personnes, dont 2 soldats. Les recrues ont été recrutées entre 10 et 15. Environ 2 000 des collaborateurs les plus actifs des croisés ont été capturés. Les Oustachis exilés en Autriche et en Italie ont diffusé des informations exagérées sur le nombre et les activités des croisés. La situation en Croatie au milieu de 1947 est décrite dans des rapports des officiers oustachis, Ljubo Miloš et Ante Vrban. Ils sont entrés illégalement en Yougoslavie en provenance d'Autriche dans l'intention d'unifier les groupes de croisés. Ils ont rapporté « un soutien écrasant à leur égard pour la population et que la Croatie et l'émigration croate mèneraient bientôt à des mondes séparés si rien n'était fait »[réf. nécessaire]. UDBA a rapidement capturé Vrban et Miloš et les a utilisés pour attirer des officiers supérieurs et les politiciens de retour dans le pays en envoyant de fausses informations pour les arrêter.
Au début du mois de juillet 1948, aucun groupe de guérilla n'est mentionné dans les données yougoslaves. Les informations selon lesquelles il y avait encore 67 soldats de la guérilla ont été ignorées car la plupart d'entre elles étaient inactives. Dans un document, 243 croisés auraient été tués, capturés ou livrés en 1948. Sans le soutien du peuple, les croisés ont été démoralisés et se sont rendus. Les survivants se sont tournés vers le crime. Les dirigeants communistes assimilent encore le HSS et le clergé catholique aux Croisés. Selon les données compilées par le ministère public de la République socialiste de Croatie, il y a eu 132 actes de terrorisme, 865 actes d'hébergement d'ennemis de l'État, 16 détournements, 57 actes d'espionnage, 336 actes de propagande et 122 exemples de « haine nationaliste et religieuse ».
Également entre 1949 et 1950, il y eut des cas de « crime politique ». En 1949, 1 882 personnes ont été punies pour cette infraction. En 1950, 1 286 personnes ont été punies pour cela. En 1950, il y avait 238 actes de racket, de terrorisme, d'espionnage, de détournement et de sabotage. Cela représentait une réduction de 25 % depuis 1949. L'ambassadeur britannique a également signalé que le nombre de membres de la guérilla a été ramené à quelques centaines en février 1950.
Aucun des rares groupes de Croisés restants, pas même le groupe de Croisés fondé en 1952 près de Našice, ne pouvait changer le fait que les Croisés étaient devenus une histoire. Avec la reddition complète des croisés, même si certains sont restés cachés jusqu'au milieu des années 1960, le dernier signe de résistance armée au communisme a disparu en Croatie.
Le chef des croisés était un ancien général croate, Vjekoslav Luburić, et peut-être aussi Rafael Boban.
Le gouvernement communiste de la République socialiste fédérative de Yougoslavie, en particulier par l'intermédiaire du Département de la sécurité de l'État (UDBA), s'est battu sans pitié contre les Croisés.

## Relations internationales
Les Croisés bénéficiaient d'un soutien non négligeable dans les communautés croates émigrées, souvent opposées au régime communiste.